# What She Said
"What She Said" é uma canção da banda de rock inglesa The Smiths, lançada em fevereiro de 1985 e produzida durante o inverno de 1984. Faz parte do segundo álbum de estúdio da banda Meat Is Murder, e também é parte do álbum ao vivo Rank.

## Letra
A música aborda a angústia e o desespero existenciais de uma mulher que se sente incompreendida e rejeitada pela sociedade. A letra, escrita por Morrissey, retrata a agitação interior da personagem e o desejo desesperado de fugir de seus problemas emocionais. As primeiras palavras: "Como é que alguém não percebeu que estou morto e decidiu me enterrar?" Uma sensação de invisibilidade e um desejo de liberação de sua dor foram representados por um tom sombrio que emergiu imediatamente.
What she said
"How come someone hasn't noticed that I'm dead
And decided to bury me? God knows, I'm ready"
What she said was sad
But then, all the rejection she's had
To pretend to be happy could only be idiocy

## Recepção
A revista Rolling Stones avaliou a música como a 31ª melhor música de toda a banda, com a melhor letra sendo: “How come someone hasn’t noticed that I’m dead and decided to bury me? / God knows I’m ready.”

## Formação
- Morrissey - Vocal
- Andy Rourke - Baixo
- Mike Joyce - Bateria
- Johnny Marr - Guitarra